# Young Forever
„Young Forever“ je píseň americké hip-hopového zpěváka Jay-Zho. Píseň pochází z jeho jedenáctého studiového alba The Blueprint 3. Produkce se ujal producent Kanye West.

## Hitparáda
| Země        | Umístění |
| ----------- | -------- |
| Austrálie   | 28       |
| Kanada      | 21       |
| Evropa      | 28       |
| Anglie      | 10       |
| Nový Zéland | 32       |
| USA         | 10       |
| Česko       | 15       |